# Leiophron kurentzovi
Leiophron kurentzovi är en stekelart som beskrevs av Sergey A. Belokobylskij 1993. Leiophron kurentzovi ingår i släktet Leiophron och familjen bracksteklar. Inga underarter finns listade i Catalogue of Life.